# Сівкі
Сівкі (пол. Siwki) — село в Польщі, у гміні Грабово Кольненського повіту Підляського воєводства.
Населення — 126 осіб (2011).
У 1975-1998 роках село належало до Ломжинського воєводства.

## Демографія
Демографічна структура станом на 31 березня 2011 року:
|          | Загалом | Допрацездатний вік | Працездатний вік | Постпрацездатний вік |
| -------- | ------- | ------------------ | ---------------- | -------------------- |
| Чоловіки | 57      | 17                 | 35               | 5                    |
| Жінки    | 69      | 22                 | 39               | 8                    |
| Разом    | 126     | 39                 | 74               | 13                   |